# Cofferdam

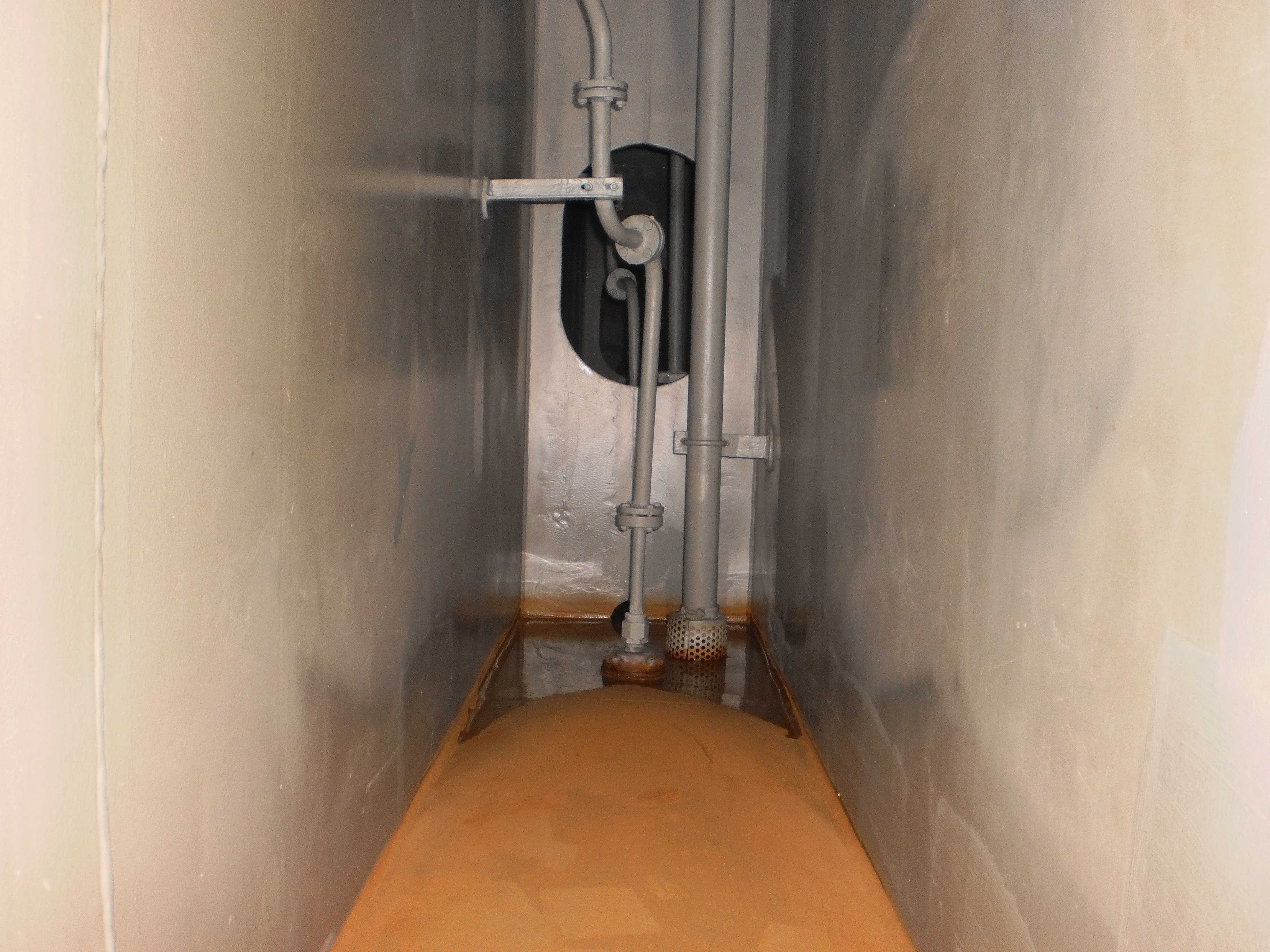

In ingegneria navale,  il cofferdam è l'intercapedine trasversale che separa due compartimenti stagni contigui. Esso è in genere vuoto e deve essere mantenuto sempre asciutto e pulito.
I cofferdam vengono generalmente impiegati in modo da isolare liquidi pericolosi o incompatibili tra loro contenuti in casse adiacenti per evitare i rischi dovuti a eventuali perdite. Tutti i locali adibiti a contenere impianti vengono delimitati da cofferdam nel caso di immediata vicinanza a casse contenenti liquidi.